# Pharsalia malasiaca
Pharsalia malasiaca là một loài bọ cánh cứng trong họ Cerambycidae.